# ادوارد دایزنهوفر
ادوارد دایزنهوفر (به آلمانی: Eduard Deisenhofer) (زاده ۲۷ ژوئن ۱۹۰۹، مرگ ۳۱ ژانویه ۱۹۴۵) یک نظامی آلمانی در دوره رایش سوم و از ۶ اوت ۱۹۴۴ تا ۱۲ اوت ۱۹۴۴ فرمانده لشکر پنجم اس‌اس وایکینگ بود. 